# رومیپلوستیم
رومی‌پلوستیم (انگلیسی: Romiplostim) با نام تجاری «اِن‌پلیت» (Nplate) یک پروتئین پیوندی و آنالوگِ ترومبوپویتین است. ترومبوپویتین هورمونی است که تولید پلاکت را کنترل می‌کند. این دارو توسط شرکت دارویی «امژن» تولید می‌شود.
این دارو در درمان پورپورای ناشناس کاهش پلاکت و توسط سازمان غذا و دارو آمریکا به منظورِ مواردی از این بیماری که پاسخی به درمان‌های رایج دیگر (همچون ایمونوگلوبولین وریدی، کورتون‌ها، تزریق روگام و جراحی طحال‌برداری) نداده‌اند، تأیید شده‌است. هزینهٔ تزریق هفتگی این دارو، ۵۵٬۲۵۰ دلار آمریکا در سال است.
این دارو با تحریک مگاکاریوسیت‌ها در مغز استخوان، آنها را وادار به ساخت پلاکت می‌کند.
عوارض مهم و بالقوه خطرناکِ این دارو درد ماهیچه، درد مفاصل، بی‌خوابی، ترومبوسیتوز (با احتمال تشکیل لخته کشنده) و همچنین فیبروز مغز استخوان و احتمال کم‌خونی پس از آن است.